# Coppa Italia 2014-2015
La Coppa Italia 2014-2015 è stata la 68ª edizione della manifestazione calcistica. È iniziata il 10 agosto 2014 e si è conclusa il 20 maggio 2015.
La finale, disputata per l'ottavo anno consecutivo allo stadio Olimpico di Roma, ha visto la Juventus prevalere sulla Lazio per 2-1 dopo i tempi supplementari, coi bianconeri tornati a sollevare il trofeo dopo un digiuno di vent'anni: si è trattato del decimo successo nella competizione per la squadra torinese, la prima a raggiungere tale traguardo.

## Formula
La formula della manifestazione è la stessa delle sei precedenti edizioni.
Partecipano tutte le 20 società di Serie A e tutte le 22 di Serie B (incluso il Vicenza, selezionato inizialmente dalla Lega Pro prima di essere ripescato in serie cadetta). Ad esse si aggiungono 27 società di Lega Pro e 9 selezionate dalla Serie D, per un totale di 78 club partecipanti.
La Lega Italiana Calcio Professionistico ha selezionato così i propri club: le due finaliste della Coppa Italia Lega Pro 2013-2014; 3 club retrocessi dalla Serie B 2013-2014 (un quarto, il Padova, non è riuscito a iscriversi al campionato); i 7 migliori non promossi in ciascuno dei due gironi della Prima Divisione 2013-2014 (dal 3º al 9º posto) e la miglior decima fra i due gironi (ossia l'Unione Venezia, decimo nel Girone A con un miglior quoziente punti); i 4 migliori in ciascuno dei due gironi della Seconda Divisione 2013-2014. Poiché il Monza, classificato al quarto posto del girone B di Seconda Divisione, risultava già ammesso come finalista perdente della coppa di categoria, è stata ammessa la società classificata al quinto posto del medesimo girone, il Santarcangelo. Allo stesso modo, poiché la Salernitana, piazzatasi al 9º posto nel Girone B di Prima Divisione, risultava già ammessa come vincitrice della coppa di Lega Pro, è stato ammesso il Prato, come decimo classificato del Girone B (inizialmente escluso per il peggior quoziente punti rispetto al Venezia, decimo del Girone A). Fra le 28 società così selezionate era ricompreso anche il Vicenza, poi ripescato in Serie B.
Il Dipartimento Interregionale della Lega Nazionale Dilettanti ha selezionato le nove società seconde classificate di ogni girone del campionato di Serie D 2013-2014, senza considerare l'esito dei play-off.
La competizione è interamente ad eliminazione diretta. Con eccezione delle semifinali, tutti i turni si svolgono in gara unica, con eventuali tempi supplementari e calci di rigore. Le semifinali saranno invece disputate con gare di andata e ritorno, col meccanismo delle coppe europee, ovvero in caso di pareggio dopo 180 minuti a passare il turno è la squadra che ha segnato il maggior numero complessivo di reti nelle due partite o, in caso di parità nelle reti complessive, il maggior numero di reti in trasferta; in caso di parità anche nei gol segnati fuori casa si procede con i tempi supplementari e in caso di ulteriore parità con i calci di rigore.
Le 9 società di Serie D e 26 di quelle di Lega Pro entrano in gioco sin dal primo turno insieme al Vicenza (società successivamente ripescata in Serie B), la squadra di Lega Pro retrocessa dalla B dopo i play-out e le 21 squadre di Serie B fanno il loro esordio al secondo turno, 12 squadre di Serie A debuttano al terzo turno mentre le 8 teste di serie entrano in gioco solo dagli ottavi di finale. Il sorteggio del tabellone è stato effettuato il 22 luglio 2014: all'interno della propria fascia di ranking, a ciascuna squadra è assegnato un numero di tabellone tramite sorteggio, eccezion fatta per le squadre che entrano in gioco al terzo turno, il cui numero dipende dalla posizione in classifica nell'anno precedente.
Nei turni in partita unica usufruisce del fattore campo la squadra con il numero di tabellone migliore (indipendentemente se assegnato per merito o per sorteggio). Nelle semifinali tale criterio dà diritto a disputare in casa la gara di ritorno. In caso di concomitanze di gare casalinghe per squadre che giocano sullo stesso campo, vengono disposte automatiche inversioni di campo, privilegiando la detentrice del trofeo o la squadra con miglior classifica nei campionati della stagione precedente. Tali inversioni di campo non avvengono negli ottavi di finale, dove le gare vengono spalmate su più settimane.

## Squadre partecipanti
Tra parentesi la posizione in classifica nei rispettivi campionati della precedente stagione e, accanto, il numero di ranking nel tabellone.

### Turni preliminari

#### Primo turno (36 squadre)
- 27 club di Lega Pro di cui uno poi ripescato in Serie B (rank 43-60/61-78)
- 9 club di Serie D (rank 61-78)

-  Reggina (21ª - B) (60)
-  Juve Stabia (22ª - B) (48)
-  Salernitana (9ª - LP1/B; V - CI) (54)
-  Monza (4ª - LP2/A; FP - CI) (58)
-  Lecce (3ª - LP1/B) (45)
-  Südtirol (3ª - LP1/A) (55)
-  Pisa (6ª - LP1/B) (51)
-  Cremonese (4ª - LP1/A) (50)
-  Benevento (7ª - LP1/B) (47)
-  Savona (6ª - LP1/A) (44)
-  Catanzaro (4ª - LP1/B) (53)
-  Vicenza (5ª - LP1/A) (49)
-  L'Aquila (5ª - LP1/B) (59)
-  AlbinoLeffe (7ª - LP1/A) (56)
-  Pontedera (8ª - LP1/B) (57)
-  Como (8ª - LP1/A) (52)
-  Feralpisalò (9ª - LP1/A) (46)
-  Venezia (10ª - LP1/A) (43)

-  Prato (10ª - LP1/B) (73)
-  Bassano Virtus (1ª - LP2/A) (72)
-  Messina (1ª - LP2/B) (64)
-  Renate (2ª - LP2/A) (65)
-  Casertana (2ª - LP2/B) (61)
-  Alessandria (3ª - LP2/A) (67)
-  Teramo (3ª - LP2/B) (66)
-  Cosenza (4ª - LP2/B) (71)
-  Santarcangelo (5ª - LP2/A) (75)
-  RapalloBogliasco (2ª - D/A) (70)
-  Olginatese (2ª - D/B) (63)
-  AltoVicentino (2ª - D/C) (62)
-  Correggese (2ª - D/D) (74)
-  Foligno (2ª - D/E) (76)
-  Matelica (2ª - D/F) (69)
-  Terracina (2ª - D/G) (77)
-  Taranto (2ª - D/H) (78)
-  Akragas (2ª - D/I) (68)

#### Secondo turno (40 squadre)
- 18 club vincitori del primo turno
- 21 club di Serie B + 1 club di Lega Pro (rank 21-42)

-  Catania (18ª - A) (26)
-  Bologna (19ª - A) (22)
-  Livorno (20ª - A) (32)
-  Latina (3ª - B) (40)
-  Modena (5ª - B) (23)
-  Crotone (6ª - B) (21)
-  Bari (7ª - B) (37)
-  Spezia (8ª - B) (36)
-  Virtus Lanciano (10ª - B) (27)
-  Avellino (11ª - B) (38)
-  Carpi (12ª - B) (30)

-  Brescia (13ª - B) (39)
-  Trapani (14ª - B) (31)
-  Pescara (15ª - B) (25)
-  Ternana (16ª - B) (28)
-  Cittadella (17ª - B) (24)
-  Varese (18ª - B) (33)
-  Perugia (1ª - LP1/B) (35)
-  Virtus Entella (1ª - LP1/A) (34)
-  Frosinone (2ª - LP1/B) (29)
-  Pro Vercelli (2ª - LP1/A) (42)
-  Novara (19ª - B) (41)

#### Terzo turno (32 squadre)
- 20 club vincitori del secondo turno
- 12 club di Serie A (rank 9-20)

-  Lazio (9ª - A) (9)
-  Verona (10ª - A) (10)
-  Atalanta (11ª - A) (11)
-  Sampdoria (12ª - A) (12)
-  Udinese (13ª - A) (13)
-  Genoa (14ª - A) (14)

-  Cagliari (15ª - A) (15)
-  Chievo (16ª - A) (16)
-  Sassuolo (17ª - A) (17)
-  Palermo (1ª - B) (18)
-  Empoli (2ª - B) (19)
-  Cesena (4ª - B) (20)

#### Quarto turno (16 squadre)
- 16 club vincitori del terzo turno

### Fase finale (16 squadre)
- 8 club vincitori del quarto turno
- 8 club di Serie A (rank 1-8)

-  Juventus (1ª - A) (7)
-  Roma (2ª - A) (3)
-  Napoli (3ª - A) (4)
-  Fiorentina (4ª - A) (6)

-  Inter (5ª - A) (5)
-  Parma (6ª - A) (2)
-  Torino (7ª - A) (8)
-  Milan (8ª - A) (1)

## Date
| Fase        | Turno            | Andata          | Ritorno         |
| ----------- | ---------------- | --------------- | --------------- |
| Preliminari | 1º turno         | 10 agosto 2014  | 10 agosto 2014  |
| Preliminari | 2º turno         | 17 agosto 2014  | 17 agosto 2014  |
| Preliminari | 3º turno         | 24 agosto 2014  | 24 agosto 2014  |
| Preliminari | 4º turno         | 3 dicembre 2014 | 3 dicembre 2014 |
| Fase finale | Ottavi di finale | 13 gennaio 2015 | 13 gennaio 2015 |
| Fase finale | Quarti di finale | 27 gennaio 2015 | 27 gennaio 2015 |
| Fase finale | Semifinali       | 4 marzo 2015    | 8 aprile 2015   |
| Fase finale | Finale           | 20 maggio 2015  | 20 maggio 2015  |

## Calendario
Il tabellone è stato sorteggiato il 22 luglio 2014 alle ore 14:00 nella sede della Lega Serie A a Milano.

### Turni preliminari

#### Primo turno
Si è disputato domenica 10 agosto 2014 coinvolgendo il Vicenza (successivamente ripescato dalla Lega Pro in Serie B), 26 delle 27 squadre di Lega Pro (il Novara retrocesso dalla B dopo i play-out è ammesso direttamente al secondo turno) e le 9 squadre di Serie D. Sono state selezionate 18 teste di serie aventi diritto a giocare in casa: le 2 retrocesse dalla Serie B, le squadre classificate dal 3º al 9º posto in ciascuno dei due gironi di Prima Divisione 2013-2014 (compresa la Salernitana detentrice della Coppa Italia Lega Pro), la miglior decima dei due gironi più il Monza, finalista della Coppa Italia Lega Pro 2013-2014 (preferito all'altra decima classificata e alle altre provenienti dalla Seconda Divisione). Per la sfida tra Alessandria e Salernitana è stata tuttavia applicata l'inversione di campo in seguito ad accordo fra le due società, come consentito dal regolamento della competizione.
| Squadra 1    | Risultato   | Squadra 2        |
| ------------ | ----------- | ---------------- |
| AlbinoLeffe  | 0 - 1       | Renate           |
| Pontedera    | 3 - 1       | Messina          |
| L.R. Vicenza | 1 - 2       | Bassano Virtus   |
| Juve Stabia  | 1 - 0       | Prato            |
| Benevento    | 2 - 0       | Correggese       |
| Como         | 5 - 0       | Matelica         |
| Catanzaro    | 2 - 0       | Akragas          |
| Reggina      | 0 - 1       | Casertana        |
| Alessandria  | 1 - 0       | Salernitana      |
| L'Aquila     | 2 - 1 (dts) | AltoVicentino    |
| Pisa         | 4 - 0       | RapalloBogliasco |
| Savona       | 6 - 0       | Terracina        |
| Venezia      | 5 - 1       | Taranto          |
| Cremonese    | 3 - 2       | Cosenza          |
| Feralpisalò  | 1 - 0       | Santarcangelo    |
| Lecce        | 5 - 0       | Foligno          |
| Südtirol     | 3 - 2       | Teramo           |
| Monza        | 2 - 1       | Olginatese       |

#### Secondo turno
Si è disputato sabato 16 e domenica 17 agosto 2014. Oltre alle 18 vincenti del primo turno (tutte di Lega Pro) sono entrate in lizza un'altra squadra di Lega Pro (il Novara) e le altre 21 squadre di Serie B, 20 delle quali sono state designate teste di serie e hanno giocato in casa (tranne la Pro Vercelli, peggiore fra le due neopromosse attraverso i play-off). Per la sfida tra Pisa e Carpi è stata applicata l'inversione di campo dopo accordo fra le due società.
| Squadra 1       | Risultato       | Squadra 2      |
| --------------- | --------------- | -------------- |
| Pescara         | 1 - 1 (5-4 dtr) | Renate         |
| Cittadella      | 2 - 1           | Pontedera      |
| Livorno         | 2 - 4           | Bassano Virtus |
| Varese          | 3 - 2           | Juve Stabia    |
| Virtus Entella  | 2 - 2 (5-4 dtr) | Benevento      |
| Frosinone       | 0 - 0 (1-3 dtr) | Como           |
| Brescia         | 2 - 1           | Pro Vercelli   |
| Latina          | 1 - 1 (4-3 dtr) | Novara         |
| Ternana         | 2 - 1           | Catanzaro      |
| Crotone         | 0 - 0 (3-4 dtr) | Casertana      |
| Virtus Lanciano | 1 - 0           | Alessandria    |
| Bologna         | 1 - 2 (dts)     | L'Aquila       |
| Pisa            | 2 - 1           | Carpi          |
| Bari            | 2 - 1           | Savona         |
| Avellino        | 2 - 0           | Venezia        |
| Trapani         | 1 - 2           | Cremonese      |
| Perugia         | 2 - 0           | Feralpisalò    |
| Spezia          | 1 - 0           | Lecce          |
| Catania         | 1 - 0           | Südtirol       |
| Modena          | 0 - 0 (3-2 dtr) | Monza          |

#### Terzo turno
Si è disputato giovedì 21, venerdì 22, sabato 23 e domenica 24 agosto 2014. Oltre alle 20 vincenti del secondo turno (14 squadre di Serie B e 6 di Lega Pro) sono entrate in lizza 12 squadre di Serie A, che erano automaticamente teste di serie ed avevano perciò diritto a giocare in casa. Tuttavia, poiché vi erano fra queste le squadre di Genova e di Verona, il regolamento della competizione ha disposto l'automatica inversione di campo per Chievo e Genoa, rispettivamente peggio classificate nel precedente campionato rispetto ad Hellas e Sampdoria. Nei quattro scontri diretti tra squadre di Serie B il fattore campo è stato invece stabilito dal sorteggio iniziale del tabellone.
| Squadra 1       | Risultato   | Squadra 2      |
| --------------- | ----------- | -------------- |
| Pescara         | 1 - 0       | Chievo         |
| Sassuolo        | 4 - 1       | Cittadella     |
| Lazio           | 7 - 0       | Bassano Virtus |
| Varese          | 1 - 0       | Virtus Entella |
| Sampdoria       | 4 - 1       | Como           |
| Brescia         | 1 - 0       | Latina         |
| Udinese         | 5 - 1       | Ternana        |
| Cesena          | 1 - 0       | Casertana      |
| Virtus Lanciano | 0 - 1       | Genoa          |
| Empoli          | 3 - 0       | L'Aquila       |
| Atalanta        | 2 - 0       | Pisa           |
| Bari            | 1 - 2       | Avellino       |
| Verona          | 3 - 0       | Cremonese      |
| Perugia         | 2 - 1 (dts) | Spezia         |
| Cagliari        | 2 - 0       | Catania        |
| Palermo         | 0 - 3       | Modena         |

#### Quarto turno
Si è disputato tra martedì 2, mercoledì 3 e giovedì 4 dicembre 2014 tra le 16 vincenti del terzo turno (10 squadre di Serie A e 6 di Serie B). Le 8 formazioni di Serie A che erano nella massima serie anche nella stagione precedente avevano diritto a giocare in casa, ad eccezione del Genoa (ancora una volta penalizzato dal peggior piazzamento rispetto alla Sampdoria) che ha giocato sul campo dell'Empoli.
| Squadra 1 | Risultato       | Squadra 2 |
| --------- | --------------- | --------- |
| Sassuolo  | 1 - 0           | Pescara   |
| Lazio     | 3 - 0           | Varese    |
| Sampdoria | 2 - 0           | Brescia   |
| Udinese   | 4 - 2 (dts)     | Cesena    |
| Empoli    | 2 - 0           | Genoa     |
| Atalanta  | 2 - 0           | Avellino  |
| Verona    | 1 - 0           | Perugia   |
| Cagliari  | 4 - 4 (5-4 dtr) | Modena    |

### Fase finale

#### Ottavi di finale
Sono stati disputati tra martedì 13, mercoledì 14, giovedì 15, martedì 20, mercoledì 21 e giovedì 22 gennaio 2015 tra le 8 vincenti del quarto turno (tutte di Serie A) e le prime otto classificate del campionato nella stagione precedente. Queste ultime hanno giocato di diritto in casa.
| Squadra 1  | Risultato       | Squadra 2 |
| ---------- | --------------- | --------- |
| Milan      | 2 - 1           | Sassuolo  |
| Torino     | 1 - 3           | Lazio     |
| Inter      | 2 - 0           | Sampdoria |
| Napoli     | 2 - 2 (5-4 dtr) | Udinese   |
| Roma       | 2 - 1 (dts)     | Empoli    |
| Fiorentina | 3 - 1           | Atalanta  |
| Juventus   | 6 - 1           | Verona    |
| Parma      | 2 - 1           | Cagliari  |

#### Quarti di finale
Sono stati disputati martedì 27, mercoledì 28 gennaio, martedì 3 e mercoledì 4 febbraio 2015.
| Squadra 1 | Risultato | Squadra 2  |
| --------- | --------- | ---------- |
| Milan     | 0 - 1     | Lazio      |
| Napoli    | 1 - 0     | Inter      |
| Roma      | 0 - 2     | Fiorentina |
| Parma     | 0 - 1     | Juventus   |

#### Semifinali
Si sono disputate mercoledì 4 e giovedì 5 marzo 2015 (l'andata); martedì 7 e mercoledì 8 aprile 2015 (il ritorno).
| Squadra 1 | Totale | Squadra 2  | Andata | Ritorno |
| --------- | ------ | ---------- | ------ | ------- |
| Lazio     | 2 - 1  | Napoli     | 1 - 1  | 1 - 0   |
| Juventus  | 4 - 2  | Fiorentina | 1 - 2  | 3 - 0   |

#### Finale
La finale, inizialmente prevista per domenica 7 giugno 2015, è stata anticipata a mercoledì 20 maggio per la sopravvenuta qualificazione della Juventus alla finale della UEFA Champions League in programma sabato 6 giugno.
| Arbitro: | Orsato (Schio) |

|                         |           |         |
| Chiellini 11’ Matri 97’ | Marcatori | 4’ Radu |

| Juventus | Lazio |

|                      |    |                       |     |      |
|                      |    |                       |     |      |
| P                    | 30 | Marco Storari         |     |      |
| D                    | 15 | Andrea Barzagli       |     |      |
| D                    | 19 | Leonardo Bonucci      | 64’ |      |
| D                    | 3  | Giorgio Chiellini (c) |     |      |
| C                    | 26 | Stephan Lichtsteiner  |     | 114’ |
| C                    | 21 | Andrea Pirlo          |     |      |
| C                    | 23 | Arturo Vidal          |     |      |
| C                    | 6  | Paul Pogba            |     | 77’  |
| C                    | 33 | Patrice Evra          | 60’ |      |
| A                    | 14 | Fernando Llorente     |     | 84’  |
| A                    | 10 | Carlos Tévez          |     |      |
| Sostituti:           |    |                       |     |      |
| P                    | 1  | Gianluigi Buffon      |     |      |
| P                    | 34 | Rubinho               |     |      |
| D                    | 5  | Angelo Ogbonna        |     |      |
| D                    | 7  | Simone Pepe           |     |      |
| D                    | 17 | Paolo De Ceglie       |     |      |
| C                    | 20 | Simone Padoin         |     | 114’ |
| C                    | 22 | Kwadwo Asamoah        |     |      |
| C                    | 27 | Stefano Sturaro       |     |      |
| C                    | 37 | Roberto Pereyra       |     | 77’  |
| C                    | 39 | Luca Marrone          |     |      |
| A                    | 11 | Kingsley Coman        |     |      |
| A                    | 32 | Alessandro Matri      | 97’ | 84’  |
| Allenatore:          |    |                       |     |      |
| Massimiliano Allegri |    |                       |     |      |

|               |    |                     |      |      |
|               |    |                     |      |      |
| P             | 1  | Etrit Berisha       |      |      |
| D             | 3  | Stefan de Vrij      |      | 106’ |
| D             | 18 | Santiago Gentiletti |      |      |
| D             | 26 | Ștefan Radu         |      | 71’  |
| C             | 8  | Dušan Basta         |      |      |
| C             | 16 | Marco Parolo        | 18’  |      |
| C             | 32 | Danilo Cataldi      |      |      |
| C             | 19 | Senad Lulić         |      |      |
| A             | 87 | Antonio Candreva    | 108’ |      |
| A             | 11 | Miroslav Klose      |      | 82’  |
| A             | 7  | Felipe Anderson     |      |      |
| Sostituti:    |    |                     |      |      |
| P             | 22 | Federico Marchetti  |      |      |
| P             | 77 | Thomas Strakosha    |      |      |
| D             | 2  | Michaël Ciani       |      |      |
| D             | 5  | Edson Braafheid     |      |      |
| D             | 33 | Maurício            |      | 71’  |
| D             | 39 | Luís Pedro Cavanda  |      |      |
| D             | 85 | Diego Novaretti     |      |      |
| C             | 6  | Stefano Mauri       |      |      |
| C             | 23 | Ogenyi Onazi        |      |      |
| C             | 24 | Cristian Ledesma    |      |      |
| A             | 9  | Filip Đorđević      |      | 82’  |
| A             | 14 | Keita Baldé         |      | 106’ |
| Allenatore:   |    |                     |      |      |
| Stefano Pioli |    |                     |      |      |

## Tabellone (fase finale)
|  | Ottavi di finale | Ottavi di finale |   |        | Quarti di finale | Quarti di finale |  |          | Semifinali | Semifinali | Semifinali | Semifinali |  |                | Finale | Finale |
|  |                  |                  |   |        |                  |                  |  |          |            |            |            |            |  |                |        |        |
|  | Parma            | 2                |   |        |                  |                  |  |          |            |            |            |            |  |                |        |        |
|  | Cagliari         | 1                |   |        |                  |                  |  |          |            |            |            |            |  |                |        |        |
|  | Cagliari         | 1                |   | Parma  | 0                |                  |  |          |            |            |            |            |  |                |        |        |
|  |                  |                  |   | Parma  | 0                |                  |  |          |            |            |            |            |  |                |        |        |
|  |                  | Juventus         | 1 |        |                  |                  |  |          |            |            |            |            |  |                |        |        |
|  | Juventus         | Juventus         | 1 | 6      |                  |                  |  |          |            |            |            |            |  |                |        |        |
|  | Juventus         |                  |   | 6      |                  |                  |  |          |            |            |            |            |  |                |        |        |
|  | Verona           | 1                |   |        |                  |                  |  |          |            |            |            |            |  |                |        |        |
|  | Verona           | 1                |   |        |                  |                  |  | Juventus | 1          | 3          | 4          |            |  |                |        |        |
|  |                  |                  |   |        |                  |                  |  | Juventus | 1          | 3          | 4          |            |  |                |        |        |
|  |                  | Fiorentina       | 2 | 0      | 2                |                  |  |          |            |            |            |            |  |                |        |        |
|  | Roma (dts)       | Fiorentina       | 2 | 0      | 2                | 2                |  |          |            |            |            |            |  |                |        |        |
|  | Roma (dts)       |                  |   |        |                  | 2                |  |          |            |            |            |            |  |                |        |        |
|  | Empoli           | 1                |   |        |                  |                  |  |          |            |            |            |            |  |                |        |        |
|  | Empoli           | 1                |   | Roma   | 0                |                  |  |          |            |            |            |            |  |                |        |        |
|  |                  |                  |   | Roma   | 0                |                  |  |          |            |            |            |            |  |                |        |        |
|  |                  | Fiorentina       | 2 |        |                  |                  |  |          |            |            |            |            |  |                |        |        |
|  | Fiorentina       | Fiorentina       | 2 | 3      |                  |                  |  |          |            |            |            |            |  |                |        |        |
|  | Fiorentina       |                  |   | 3      |                  |                  |  |          |            |            |            |            |  |                |        |        |
|  | Atalanta         | 1                |   |        |                  |                  |  |          |            |            |            |            |  |                |        |        |
|  | Atalanta         | 1                |   |        |                  |                  |  |          |            |            |            |            |  | Juventus (dts) | 2      |        |
|  |                  |                  |   |        |                  |                  |  |          |            |            |            |            |  | Juventus (dts) | 2      |        |
|  |                  | Lazio            | 1 |        |                  |                  |  |          |            |            |            |            |  |                |        |        |
|  | Milan            | Lazio            | 1 | 2      |                  |                  |  |          |            |            |            |            |  |                |        |        |
|  | Milan            |                  |   | 2      |                  |                  |  |          |            |            |            |            |  |                |        |        |
|  | Sassuolo         | 1                |   |        |                  |                  |  |          |            |            |            |            |  |                |        |        |
|  | Sassuolo         | 1                |   | Milan  | 0                |                  |  |          |            |            |            |            |  |                |        |        |
|  |                  |                  |   | Milan  | 0                |                  |  |          |            |            |            |            |  |                |        |        |
|  |                  | Lazio            | 1 |        |                  |                  |  |          |            |            |            |            |  |                |        |        |
|  | Torino           | Lazio            | 1 | 1      |                  |                  |  |          |            |            |            |            |  |                |        |        |
|  | Torino           |                  |   | 1      |                  |                  |  |          |            |            |            |            |  |                |        |        |
|  | Lazio            | 3                |   |        |                  |                  |  |          |            |            |            |            |  |                |        |        |
|  | Lazio            | 3                |   |        |                  |                  |  | Lazio    | 1          | 1          | 2          |            |  |                |        |        |
|  |                  |                  |   |        |                  |                  |  | Lazio    | 1          | 1          | 2          |            |  |                |        |        |
|  |                  | Napoli           | 1 | 0      | 1                |                  |  |          |            |            |            |            |  |                |        |        |
|  | Napoli (dcr)     | Napoli           | 1 | 0      | 1                | 2 (5)            |  |          |            |            |            |            |  |                |        |        |
|  | Napoli (dcr)     |                  |   |        |                  | 2 (5)            |  |          |            |            |            |            |  |                |        |        |
|  | Udinese          | 2 (4)            |   |        |                  |                  |  |          |            |            |            |            |  |                |        |        |
|  | Udinese          | 2 (4)            |   | Napoli | 1                |                  |  |          |            |            |            |            |  |                |        |        |
|  |                  |                  |   | Napoli | 1                |                  |  |          |            |            |            |            |  |                |        |        |
|  |                  | Inter            | 0 |        |                  |                  |  |          |            |            |            |            |  |                |        |        |
|  | Inter            | Inter            | 0 | 2      |                  |                  |  |          |            |            |            |            |  |                |        |        |
|  | Inter            |                  |   | 2      |                  |                  |  |          |            |            |            |            |  |                |        |        |
|  | Sampdoria        | 0                |   |        |                  |                  |  |          |            |            |            |            |  |                |        |        |

## Classifica marcatori
| Gol | Rigori |  | Giocatore         | Squadra                  |
| --- | ------ |  | ----------------- | ------------------------ |
| 4   |        |  | Antonio Di Natale | Udinese                  |
| 4   |        |  | Mario Gómez       | Fiorentina               |
| 3   |        |  | Éder              | Sampdoria                |
| 3   | 1      |  | Manolo Gabbiadini | Sampdoria (2) Napoli (1) |
| 3   |        |  | Keita Baldé       | Lazio                    |
| 3   |        |  | Radoslav Kirilov  | Cremonese                |
| 3   |        |  | Miroslav Klose    | Lazio                    |
| 3   | 2      |  | Giuseppe Le Noci  | Como                     |
| 3   | 1      |  | Nicola Sansone    | Sassuolo                 |
| 3   | 1      |  | Cyril Théréau     | Udinese                  |